# Dispolok

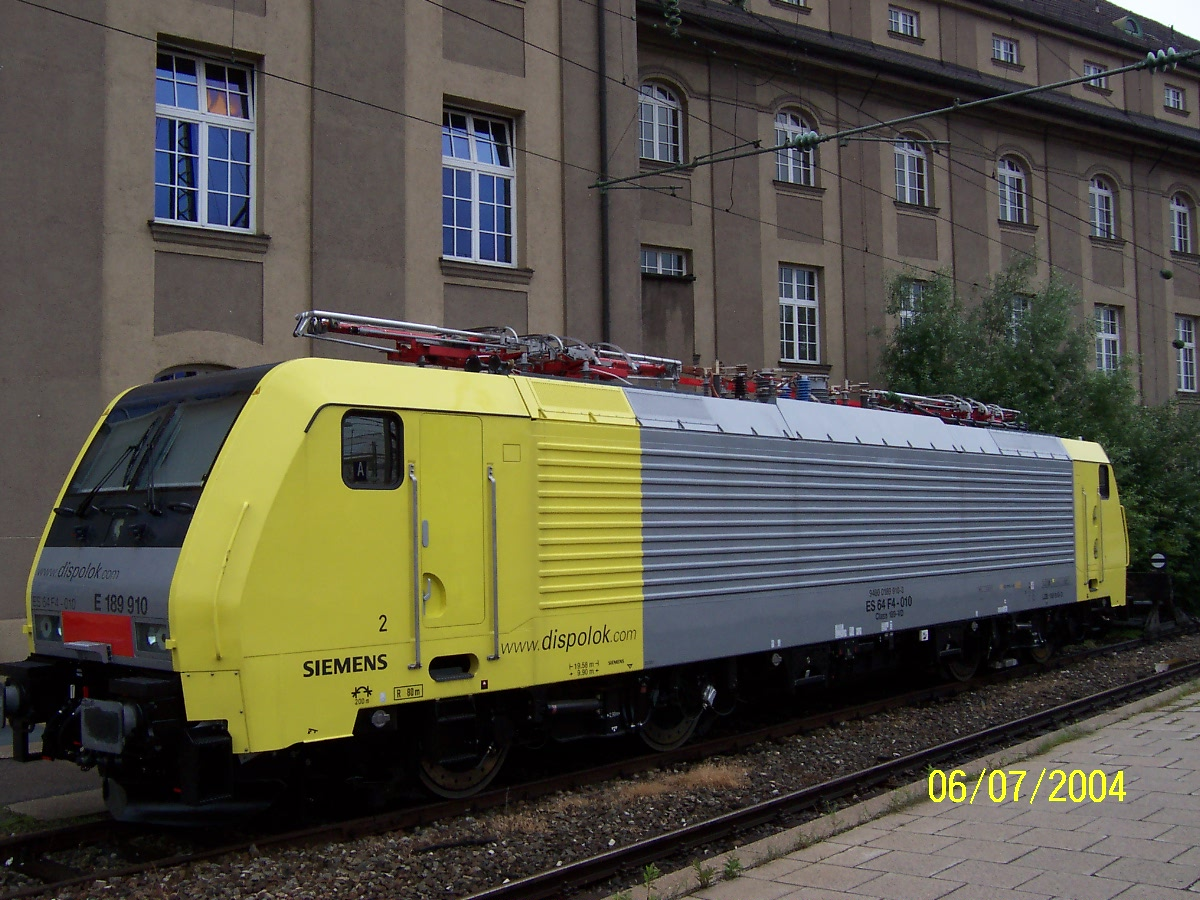
Dispolok ES64F4

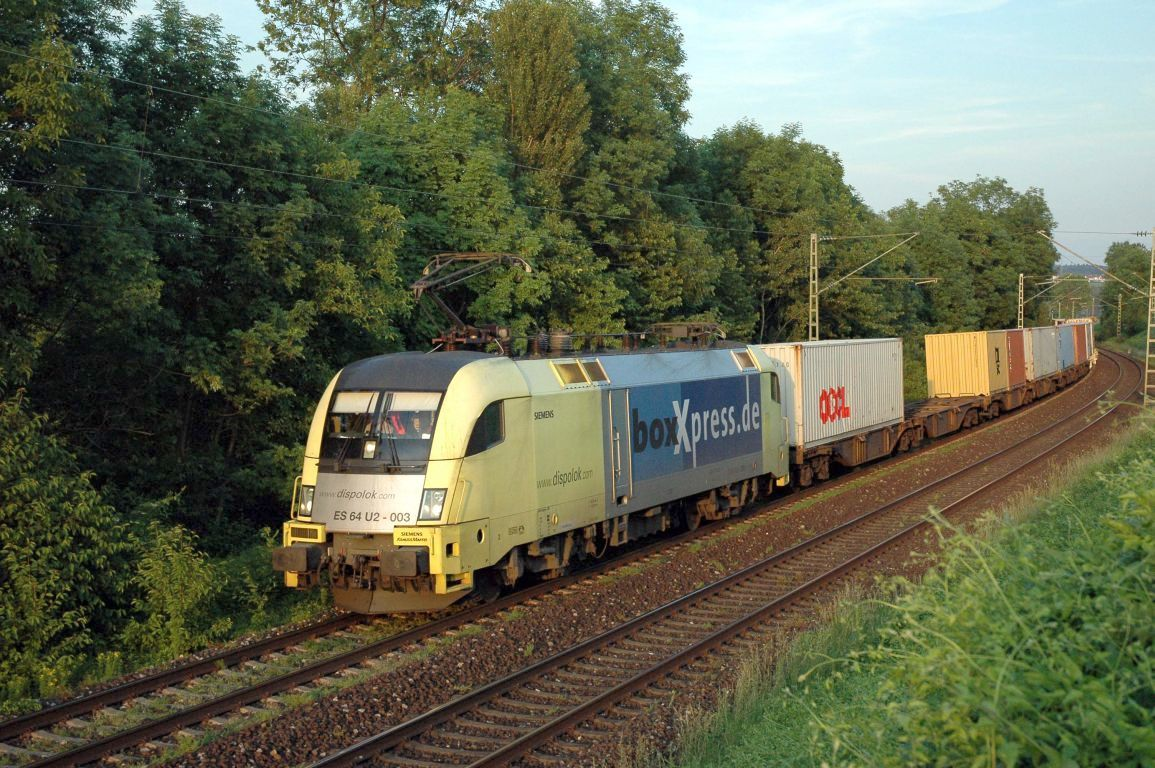
Dispolok ES64U2-003 konténervonattal

A Siemens Dispolok GmbH, rövidítve Dispolok a Siemens cég egyik leányvállalata volt. Saját gyártású mozdonyok bérbeadásával foglalkozott. 2001. január 2-án alakult és 100 db mozdony tartozott hozzá. Ezek közt voltak dízel- és villamosmozdonyok is. A cég a mozdonyaira a sárga-ezüst festést alkalmazta, amelyet bérlők kiegészíthettek saját felirataikkal, a hosszútávú bérlők pedig a saját festésükre módosíthattak.
2006. szeptember 21-én a berlini InnoTrans kiállításon a japán Mitsui & Co. konszern átvette a Dispolok céget.  A Mitsui konszern európai cége, a Mitsui Rail Capital Europe B.V. (rövidítve MRCE) 2004 októberében alakult Hollandiában. Az MRCE vállalat fő területe a mozdonyok bérbeadása a liberalizált vasúti teherforgalom számára. 2008 májusában elkezdődött a mozdonypark átfestése az MRCE fekete színére, elsőként az ES64U2-026, az ER20-005 és az ER20-008 mozdony kapta meg ezt a festést Berlinben, majd lassan az egész flotta sorra fog kerülni.

## Az egykori Dispolok flotta
- ES64P EuroSprinter ES64P , prototípus (a DBAG-nál a 127 001 számot viselte)
- ES64U2 ugyanaz mint a DB 182, ÖBB 1116 (Taurus), MÁV 1047
- ES64F ugyanaz mint DB 152 (nincs az ajánlatok között, mivel mindkettőt 2005-ben eladta a Dispolok)
- ES64F4 ugyanaz mint DB 189, SBB Re 474
- ER20 EuroRunner, ugyanaz mint ÖBB 2016
- ME26 egykori NSB Di6 (nincs az ajánlatok között, a mozdonyokat 2004-ben a Vossloh Locomotivesnak eladták, amelyek a Nord-Ostsee-Bahnnál futnak, amíg a megrendelt TRAXX dízelmozdonyok meg nem érkeznek)